# Флаг сельского поселения Ташировское
Флаг муниципального образования сельское поселение Ташировское Наро-Фоминского муниципального района Московской области Российской Федерации — опознавательно-правовой знак, служащий официальным символом муниципального образования.
Флаг утверждён 28 февраля 2007 года решением Совета депутатов сельского поселения Ташировское № 3/16 и внесён в Государственный геральдический регистр Российской Федерации с присвоением регистрационного номера 3133.
30 октября 2012 года, решением Совета депутатов сельского поселения Ташировское №-7/31, наименование предыдущего решения («О флаге муниципального образования „Сельское поселение Ташировское Наро-Фоминского муниципального района Московской области“») изменено на «Об установлении флага сельского поселения Ташировское Наро-Фоминского района Московской области», а также утверждено новое «Положение» о флаге муниципального образования.

## Описание
«Флаг сельского поселения Ташировское представляет собой прямоугольное полотнище с соотношением сторон 2:3 разделённое по диагонали от верха древка к низу свободного края на равные красную и зелёную части несущее вдоль линии деления белый меч и жёлтый венок из герба поселения».

## Обоснование символики
Флаг составлен на основании герба сельского поселения Ташировское по правилам и соответствующим традициям вексиллологии и отражает исторические, культурные, социально-экономические, национальные и иные местные традиции.
Сельское поселение Ташировское объединяет с другими поселениями Наро-Фоминского района то, что в годы Великой Отечественной войны в 1941 году здесь проходила линия обороны Москвы. Жестокие кровопролитные бои, о чём напоминают более 10 братских захоронений на территории поселения, завершились полной победой нашего народа. В этих местах совершила свой подвиг Герой Российской Федерации Вера Волошина, подруга Зои Космодемьянской (в честь этого подвига на территории поселения возведена стела). На флаге поселения ратный подвиг символически отражён в виде поднятого остриём вверх меча и венка славы покрывающего этот меч.
Венок не только дань уважения павшим (о чём символизирует лавровая часть венка), но и дань уважения труженикам сёл и деревень за их нелёгкий крестьянский труд (часть венка из пшеничных колосьев).
Красота этих мест, где расположено много санаторных и оздоровительных учреждений отражена на флаге красным цветом, а сельскохозяйственная направленность производства поселения — зелёным.
Красный цвет — символ мужества, жизнеутверждающей силы и красоты, праздника.
Зелёный цвет символизирует весну, здоровье, природу, надежду.
Белый цвет (серебро) — символ чистоты, ясности, открытости.
Жёлтый цвет (золото) — символ высшей ценности, величия, великодушия, богатства.